# Lista monumentelor ocrotite de stat din raionul Anenii Noi
Lista monumentelor din raionul Anenii Noi cuprinde monumentele patrimoniului cultural din raionul Anenii Noi înscrise în Registrul monumentelor Republicii Moldova ocrotite de stat.
Registrul monumentelor Republicii Moldova ocrotite de stat a fost aprobat prin Hotărârea Parlamentului nr. 1531-XII împreună cu Legea nr. 1530-XII privind ocrotirea monumentelor RM din 22 iunie 1993. În Monitorul Oficial nr. 1 din 1994 a fost publicată doar Legea, fără a include însă și Registrul, care a fost publicat mult mai târziu, la 2 februarie 2010. A nu se confunda cu Registrul arheologic național sau cel al monumentelor de for public, care sunt liste diferite ce vizează doar anumite compartimente ale patrimoniului cultural, întocmite în baza unor legi separate.
Lista completă este menținută și actualizată periodic de către Ministerul Culturii din Republica Moldova, dar înainte ca modificările să intre în vigoare acestea trebuie să fie aprobate de către Parlament. Această listă este menită să cuprindă și actualizările ulterioare.
| Nr. | Localizare                                                                | Denumire                                                                                           | Datare             | Tip   | Însemnătate | Imagine                 | Erori             |
| --- | ------------------------------------------------------------------------- | -------------------------------------------------------------------------------------------------- | ------------------ | ----- | ----------- | ----------------------- | ----------------- |
| 12  | Anenii Noi 46°53′04″N 29°13′49″E / 46.88435562244°N 29.230236962667°E     | Monument eroilor căzuți în război (1941-1945)                                                      |                    | Is    | L           | galerie \| Încarcă foto | Raportează eroare |
| 21  | Botnărești 46°56′08″N 29°09′37″E / 46.935604567788°N 29.160412604065°E    | Biserica „Sf. Dumitru”                                                                             | anii 1930          | At    | N           | galerie \| Încarcă foto | Raportează eroare |
| 22  | Botnărești 46°55′48″N 29°09′41″E / 46.929881222579°N 29.161404586472°E    | Monument consătenilor căzuți în război (1941-1945)                                                 | 1984               | Is    | L           | galerie \| Încarcă foto | Raportează eroare |
| 24  | Botnăreștii Noi                                                           | Monument la cimitir. Mormânt comun al 24 de ostași căzuți în 1944                                  | 1950               | Is    | L           | Încarcă foto            | Raportează eroare |
| 26  | Bulboaca 46°53′23″N 29°18′19″E / 46.889659245471°N 29.305250073316°E      | Biserica „Sf. Arhangheli Mihail și Gavriil”                                                        | 1868               | At    | N           | galerie \| Încarcă foto | Raportează eroare |
| 27  | Bulboaca 46°53′31″N 29°17′25″E / 46.891958489465°N 29.290154078806°E      | Conacul familiei Mimi                                                                              | sf. sec. XIX       | At    | N           | galerie \| Încarcă foto | Raportează eroare |
| 28  | Bulboaca 46°53′30″N 29°17′31″E / 46.891691944444°N 29.292005°E            | Fabrica de vin a familiei Mimi                                                                     | sf. sec. XIX       | At    | L           | galerie \| Încarcă foto | Raportează eroare |
| 29  | Bulboaca 46°53′07″N 29°18′44″E / 46.885389241833°N 29.312233933516°E      | Monument consătenilor căzuți în război (1941-1945)                                                 |                    | Is    | L           | galerie \| Încarcă foto | Raportează eroare |
| 43  | Calfa 46°54′13″N 29°22′34″E / 46.903557886842°N 29.376217598786°E         | Biserica „Nașterea Maicii Domnului”                                                                | sec. XIX           | At    | N           | galerie \| Încarcă foto | Raportează eroare |
| 45  | Calfa                                                                     | Monument consătenilor (45) căzuți în 1941-1945                                                     | 1984               | Is    | L           | Încarcă foto            | Raportează eroare |
| 50  | Chetrosu                                                                  | Biserică                                                                                           |                    | At    | N           | Încarcă foto            | Raportează eroare |
| 52  | Chirca 46°55′01″N 29°06′44″E / 46.916901084306°N 29.112115048024°E        | Monument consătenilor (13) căzuți în 1941-1945                                                     | 1969               | Is    | L           | galerie \| Încarcă foto | Raportează eroare |
| 54  | Ciobanovca 46°48′57″N 29°11′58″E / 46.815934730054°N 29.199432672211°E    | Monument consătenilor căzuți în 1941-1945                                                          |                    | Is    | L           | galerie \| Încarcă foto | Raportează eroare |
| 56  | Cobusca Nouă 46°55′57″N 29°12′10″E / 46.932454110241°N 29.20285853912°E   | Biserica „Nașterea Maicii Domnului”                                                                | 1849               | At    | N           | galerie \| Încarcă foto | Raportează eroare |
| 57  | Cobusca Nouă                                                              | Casa lui V. Digori                                                                                 | înc. sec. XIX      | Ap    | N           | Încarcă foto            | Raportează eroare |
| 58  | Cobusca Nouă                                                              | Casa Mariei Drăgoi                                                                                 | jum. II a sec. XIX | Ap    | N           | Încarcă foto            | Raportează eroare |
| 72  | Cobusca Veche 46°58′21″N 29°10′46″E / 46.972551712065°N 29.179524695846°E | Biserica „Acoperământul Maicii Domnului”                                                           | 1898               | At    | N           | galerie \| Încarcă foto | Raportează eroare |
| 73  | Cobusca Veche 46°58′11″N 29°10′55″E / 46.969603735595°N 29.181887396594°E | Monument consătenilor căzuți în război (1941-1945)                                                 | 1973               | Is    | L           | Încarcă foto            | Raportează eroare |
| 78  | Delacău 47°06′14″N 29°17′48″E / 47.103884647081°N 29.296730685757°E       | Biserica „Acoperământul Maicii Domnului”                                                           | sec. XIX           | At Ar | N           | Încarcă foto            | Raportează eroare |
| 79  | Delacău 47°06′00″N 29°18′08″E / 47.100093957293°N 29.302120196761°E       | Monument la mormântul comun al ostașilor căzuți (121) în 1944 și consătenilor căzuți în 1941-1945  |                    | Is    | L           | Încarcă foto            | Raportează eroare |
| 81  | Geamăna 46°49′07″N 29°08′22″E / 46.818579204877°N 29.139349540801°E       | Biserica „Sf. Gheorghe”                                                                            | 1804               | At    | N           | galerie \| Încarcă foto | Raportează eroare |
| 82  | Geamăna 46°49′16″N 29°08′21″E / 46.821108447682°N 29.139299504653°E       | Monument consătenilor căzuți (112) în 1941-1945                                                    | 1967               | Is    | L           | galerie \| Încarcă foto | Raportează eroare |
| 94  | Gura Bîcului 46°55′39″N 29°27′41″E / 46.927507999775°N 29.461266916224°E  | Biserica „Sf. Nicolae” cu picturi murale                                                           | 1890, anii 1930    | At Ar | N           | galerie \| Încarcă foto | Raportează eroare |
| 95  | Gura Bîcului                                                              | Clădirea fostei școli primare                                                                      | sf. sec. XIX       | At    | N           | Încarcă foto            | Raportează eroare |
| 96  | Gura Bîcului                                                              | Moara de aburi                                                                                     | înc. sec. XX       | Is    | N           | Încarcă foto            | Raportează eroare |
| 97  | Gura Bîcului 46°55′38″N 29°27′19″E / 46.927235021291°N 29.455391544703°E  | Monument la mormântul comun al ostașilor căzuți (504) în 1944                                      | 1976               | Is    | L           | Încarcă foto            | Raportează eroare |
| 98  | Gura Bîcului 46°56′25″N 29°24′17″E / 46.940277777778°N 29.404740833333°E  | Odaia „Drăgălina” a familiei Ianovski                                                              | înc. sec. XX       | At    | N           | galerie \| Încarcă foto | Raportează eroare |
| 100 | Hîrbovăț 46°50′33″N 29°21′36″E / 46.842483155155°N 29.360045587991°E      | Biserica „Sf. Nicolae”                                                                             | 1866               | At    | N           | galerie \| Încarcă foto | Raportează eroare |
| 101 | Hîrbovăț                                                                  | Clădirea fostei școli parohiale                                                                    | înc. sec. XX       | Is    | L           | Încarcă foto            | Raportează eroare |
| 102 | Hîrbovăț 46°50′29″N 29°21′27″E / 46.841525070837°N 29.357602335277°E      | Monument consătenilor căzuți în 1941-1945                                                          |                    | Is    | L           | galerie \| Încarcă foto | Raportează eroare |
| 103 | Hîrbovățul Nou                                                            | Monument consătenilor căzuți în 1941-1945                                                          |                    | Is    | L           | Încarcă foto            | Raportează eroare |
| 105 | Maximovca                                                                 | Casă de locuit                                                                                     | înc. sec. XX       | At    | N           | Încarcă foto            | Raportează eroare |
| 106 | Maximovca 47°00′39″N 29°00′53″E / 47.010714787285°N 29.014672502438°E     | Monument consătenilor căzuți în 1941-1945                                                          |                    | Is    | L           | galerie \| Încarcă foto | Raportează eroare |
| 113 | Mereni 46°57′49″N 29°03′15″E / 46.963476367153°N 29.05409181648°E         | Biserica „Sf. Arhangheli Mihail și Gavriil”                                                        | 1818               | At    | N           | Încarcă foto            | Raportează eroare |
| 114 | Mereni                                                                    | Clădirea fostei bănci agricole                                                                     | 1908-1909          | At    | N           | Încarcă foto            | Raportează eroare |
| 115 | Mereni                                                                    | Clădirea fostei cârmuiri de voloste                                                                | sf. sec. XIX       | Is At | N           | Încarcă foto            | Raportează eroare |
| 116 | Mereni                                                                    | Clădirea fostei mori cu aburi a lui F. E. Regepa                                                   | 1910               | Is At | N           | Încarcă foto            | Raportează eroare |
| 117 | Mereni                                                                    | Clădirea fostei școli parohiale bisericești                                                        | anii 1840          | At    | N           | Încarcă foto            | Raportează eroare |
| 118 | Mereni                                                                    | Clădirea fostei școli primare                                                                      | anii 1870          | Is    | L           | Încarcă foto            | Raportează eroare |
| 119 | Mereni                                                                    | Monument la mormântul comun al ostașilor căzuți (12) în 1941-1945                                  |                    | Is At | L           | Încarcă foto            | Raportează eroare |
| 125 | Puhăceni 47°05′10″N 29°21′09″E / 47.086055295118°N 29.352584488489°E      | Biserica „Sf. Arhanghel Mihail”                                                                    | sec. XIX           | At    | N           | Încarcă foto            | Raportează eroare |
| 126 | Puhăceni 47°05′26″N 29°20′47″E / 47.090642672037°N 29.346459031841°E      | Monument la mormântul comun al ostașilor căzuți (1600) în 1944. La cimitir                         |                    | Is    | L           | Încarcă foto            | Raportează eroare |
| 127 | Puhăceni                                                                  | Monument la mormântul comun al ostașilor căzuți (980) în 1944                                      |                    | Is    | L           | Încarcă foto            | Raportează eroare |
| 129 | Puhăceni                                                                  | Monument victimelor fascismului (1941)                                                             |                    | Is    | L           | Încarcă foto            | Raportează eroare |
| 132 | Roșcani 46°53′55″N 29°19′12″E / 46.898701468388°N 29.320033060532°E       | Biserica „Sf. Ioan Teologul”                                                                       | sec. XIX           | Is At | N           | Încarcă foto            | Raportează eroare |
| 134 | Roșcani 46°53′53″N 29°19′15″E / 46.898174823269°N 29.3208306814°E         | Monument la mormântul comun al ostașilor căzuți (24) în 1944                                       | 1948               | Is    | L           | galerie \| Încarcă foto | Raportează eroare |
| 135 | Roșcani 46°53′53″N 29°19′15″E / 46.898177017375°N 29.320823312128°E       | Monument la mormântul consătenilor căzuți în 1941-1945                                             | 1975               | Is    | L           | galerie \| Încarcă foto | Raportează eroare |
| 136 | Roșcani 46°53′57″N 29°19′00″E / 46.899118899722°N 29.316630299722°E       | Mormântul aviatorului căzut în 1944                                                                | 1948               | Is    | L           | galerie \| Încarcă foto | Raportează eroare |
| 141 | Speia 47°00′21″N 29°17′58″E / 47.005800291274°N 29.299571855965°E         | Biserica „Sf. Dumitru”                                                                             | 1911               | At    | N           | Încarcă foto            | Raportează eroare |
| 142 | Speia 47°00′08″N 29°17′17″E / 47.002151331369°N 29.288020532875°E         | Monument la mormântul comun al ostașilor căzuți (780) în 1944                                      |                    | Is    | L           | Încarcă foto            | Raportează eroare |
| 143 | Speia                                                                     | Monument la mormântul victimelor fascismului (1941). La cimitir                                    |                    | Is    | L           | Încarcă foto            | Raportează eroare |
| 144 | Speia 47°00′04″N 29°17′14″E / 47.00124748749°N 29.287132046633°E          | Pivniță de piatră pe moșia lui Leonard                                                             | anii 1860-1870     | Is At | N           | Încarcă foto            | Raportează eroare |
| 146 | Șerpeni 47°01′31″N 29°21′00″E / 47.025374593892°N 29.350131387115°E       | Biserica „Sf. Gheorghe”                                                                            | sec. XIX           | At    | N           | Încarcă foto            | Raportează eroare |
| 147 | Șerpeni 47°01′10″N 29°21′20″E / 47.019490006069°N 29.355654055079°E       | Monument la mormântul comun al ostașilor căzuți (2700) în 1944                                     |                    | Is At | L           | Încarcă foto            | Raportează eroare |
| 149 | Telița 46°57′28″N 29°18′24″E / 46.957705574531°N 29.306797497449°E        | Biserica „Sf. Arhanghel Mihail”                                                                    | sf. sec. XIX       | Is    | N           | Încarcă foto            | Raportează eroare |
| 150 | Telița                                                                    | Monument la mormântul comun al ostașilor căzuți (2) în 1944 și a 18 căzuți în 1941-1945            |                    | Is    | L           | Încarcă foto            | Raportează eroare |
| 151 | Telița                                                                    | Monument în memoria consătenilor căzuți în 1941-1945                                               |                    | Is    | L           | Încarcă foto            | Raportează eroare |
| 155 | Todirești                                                                 | Clădirea fostului spital al Zemstvei                                                               | anii 1970          | At    | N           | Încarcă foto            | Raportează eroare |
| 156 | Todirești 46°54′28″N 29°05′20″E / 46.907705529821°N 29.088975097481°E     | Monument la memoria a 29 de consăteni căzuți în 1941-1945                                          | 1985               | Is    | N           | galerie \| Încarcă foto | Raportează eroare |
| 159 | Troița Nouă                                                               | Biserica „Sf. Arhanghel Mihail”                                                                    |                    | At    | N           | Încarcă foto            | Raportează eroare |
| 150 | Troița Nouă                                                               | Moara de vânt                                                                                      | sec. XX            | Is    | N           | Încarcă foto            | Raportează eroare |
| 151 | Troița Nouă 46°46′43″N 29°15′16″E / 46.778643370807°N 29.254554372496°E   | Monument la mormântul comun al ostașilor căzuți (13) în 1944 și a 33 consăteni căzuți în 1941-1945 | 1956               | Is    | L           | galerie \| Încarcă foto | Raportează eroare |
| 154 | Țînțăreni 46°54′09″N 29°08′07″E / 46.902417518562°N 29.135185592723°E     | Monument în memoria consătenilor căzuți în 1941-1945                                               |                    | Is    | N           | galerie \| Încarcă foto | Raportează eroare |
| 155 | Țînțăreni                                                                 | Monument la mormântul comun al victimelor fascismului (5)                                          | 1956               | Is    | L           | Încarcă foto            | Raportează eroare |
| 157 | Varnița 46°52′19″N 29°28′35″E / 46.871838302817°N 29.476491642062°E       | Clădirea fostei școli a Zemstvei                                                                   | înc. sec. XX       | Is At | N           | galerie \| Încarcă foto | Raportează eroare |